# Park Young-seok
Park Young-seok (ur. 2 listopada 1963 w Korei Południowej, zaginął w październiku 2011 na Annapurnie) – koreański alpinista i himalaista. Jako ósmy człowiek w historii i pierwszy Koreańczyk zdobył Koronę Himalajów i Karakorum. Jest pierwszym człowiekiem na świecie, który zdobył Koronę Himalajów i Karakorum, Koronę Ziemi oraz oba bieguny.

## Korona Himalajów
- 1993 – Mount Everest – z tlenem
- 1996 – Annapurna
- 1997 – Dhaulagiri
- 1997 – Gaszerbrum I
- 1997 – Gaszerbrum II
- 1997 – Czo Oju
- 1998 – Nanga Parbat
- 1998 – Manaslu (wejście na szczyt 6 grudnia)
- 1999 – Kanczendzonga – z tlenem
- 2000 – Makalu – z tlenem
- 2000 – Broad Peak
- 2000 – Sziszapangma
- 2001 – Lhotse – z tlenem
- 2001 – K2 – z tlenem
- 2006 – Mount Everest (trawers z północy na południe)[2]

## Zaginięcie
Zaginął wraz z dwoma innymi koreańskimi himalaistami (Shin Dong-min i Gang Gi-seok) podczas próby wytyczenia nowej drogi na południowej ścianie Annapurny. Ostatni kontakt z zespołem nawiązano 18 października 2011, byli wówczas na wysokości około 6400 m n.p.m. i wycofywali się ze ściany ze względu na załamanie pogody i niekorzystne warunki terenowe. Mimo dużej akcji poszukiwawczej nikogo z trzyosobowego zespołu nie odnaleziono. Akcja poszukiwawcza została zakończona 28 października.